# Выгода (Мельнице-Подольская поселковая община)
Вы́года (укр. Вигода) — село в Мельнице-Подольской поселковой общине Чортковского района Тернопольской области Украины.
До 2020 года входило в Борщёвский район.
Код КОАТУУ — 6120881801. Население по переписи 2001 года составляло 457 человек.

## Географическое положение
Село Выгода находится на правом берегу реки Збруч,
выше по течению на расстоянии в 0,5 км расположено село Борышковцы,
ниже по течению на расстоянии в 4,5 км расположено село Окопы,
на противоположном берегу — село Витковцы.
Через село проходит автомобильная дорога Т-2002.

## История
- 1785 год — первое упоминание.

## Объекты социальной сферы
- Школа.
- Дом культуры.
- Фельдшерско-акушерский пункт.